# (6286) 1983 EU
A (6286) 1983 EU a Naprendszer kisbolygóövében található aszteroida. E. Barr fedezte fel 1983. március 10-én.